# Comuna Balc, Bihor
Balc (în maghiară Bályok) este o comună în județul Bihor, Crișana, România, formată din satele Almașu Mare, Almașu Mic, Balc (reședința), Ghida și Săldăbagiu de Barcău. Zona a devenit cunoscută începând cu anul 2005 pentru vânătorile anuale organizate de omul de afaceri Ion Țiriac. Tradițonalele vânatori atrag politiceni și oameni de afaceri din întreaga Europă. Partidele de vânătoare se desfășoară pe un domeniu ce a aparținut lui Nicolae Ceaușescu. 

## Monument dispărut
Ruinele castelului episcopului Ioan Pruis din satul Balc sunt înscrise pe "Lista monumentelor istorice dispărute", elaborată de Ministerul Culturii și Cultelor în anul 2004 (datare: 1484, cod 05A0006).

## Demografie
Componența etnică a comunei Balc
     Români (59,06%)
     Romi (19,02%)
     Maghiari (17,24%)
     Alte etnii (0,21%)
     Necunoscută (4,48%)
Componența confesională a comunei Balc
     Ortodocși (56,74%)
     Reformați (22,91%)
     Penticostali (8,48%)
     Baptiști (2,67%)
     Romano-catolici (1,64%)
     Fără religie (1,33%)
     Greco-catolici (1,06%)
     Alte religii (0,21%)
     Necunoscută (4,96%)
Conform recensământului efectuat în 2021, populația comunei Balc se ridică la 2.924 de locuitori, în scădere față de recensământul anterior din 2011, când fuseseră înregistrați 3.281 de locuitori. Majoritatea locuitorilor sunt români (59,06%), cu minorități de romi (19,02%) și maghiari (17,24%), iar pentru 4,48% nu se cunoaște apartenența etnică. Din punct de vedere confesional, majoritatea locuitorilor sunt ortodocși (56,74%), cu minorități de reformați (22,91%), penticostali (8,48%), baptiști (2,67%), romano-catolici (1,64%), fără religie (1,33%) și greco-catolici (1,06%), iar pentru 4,96% nu se cunoaște apartenența confesională.

## Politică și administrație
Comuna Balc este administrată de un primar și un consiliu local compus din 13 consilieri. Primarul, Sorin-Ionuț Sabău[*], de la Partidul Național Liberal, este în funcție din octombrie 2020. Începând cu alegerile locale din 2024, consiliul local are următoarea componență pe partide politice:
|  | Partid                                 | Consilieri | Componența Consiliului | Componența Consiliului | Componența Consiliului | Componența Consiliului | Componența Consiliului | Componența Consiliului |
|  | -------------------------------------- | ---------- | ---------------------- | ---------------------- | ---------------------- | ---------------------- | ---------------------- | ---------------------- |
|  | Partidul Național Liberal              | 6          |                        |                        |                        |                        |                        |                        |
|  | Partidul Social Democrat               | 4          |                        |                        |                        |                        |                        |                        |
|  | Uniunea Democrată Maghiară din România | 2          |                        |                        |                        |                        |                        |                        |
|  | Alianța pentru Unirea Românilor        | 1          |                        |                        |                        |                        |                        |                        |

## Atracții turistice
- Biserica reformată din satul Balc, construcție 1791, monument istoric
- Castelul „Degenfeld-Schomburg” din Balc, construcție 1896, monument istoric
- Așezarea din secolul al XIII-lea de la Almașu Mare

## Personalități născute aici
- Emil Pocola, pedagog, președinte al Asociația Învățătorilor din Județul Sălaj.